# Hôtel de l'Escale
L' Hôtel de l'Escale  est un bâtiment renaissance situé en la ville haute de Bar-le-Duc, en France et qui est classé depuis 1992.

## Localisation
L'édifice est situé dans le département français de la Meuse, sur le côté rempart de la rue saint-Pierre à Bar-le-Duc.

## Architecture
Il est en pierre de Savonnières comme la majorité des hôtels de la place avec un toit d'ardoises à deux pans avec une rangée de quatre fenêtres (premier étage). Sur la rue sa façade est sur trois étages. À chaque étage, les fenêtres sont séparées par des colonnes corinthiennes qui supportent entre chaque étage une frise ornée de motifs guerriers.
Des restes de gargouilles sont visibles sur le bord du toit.

## Galerie de photographies

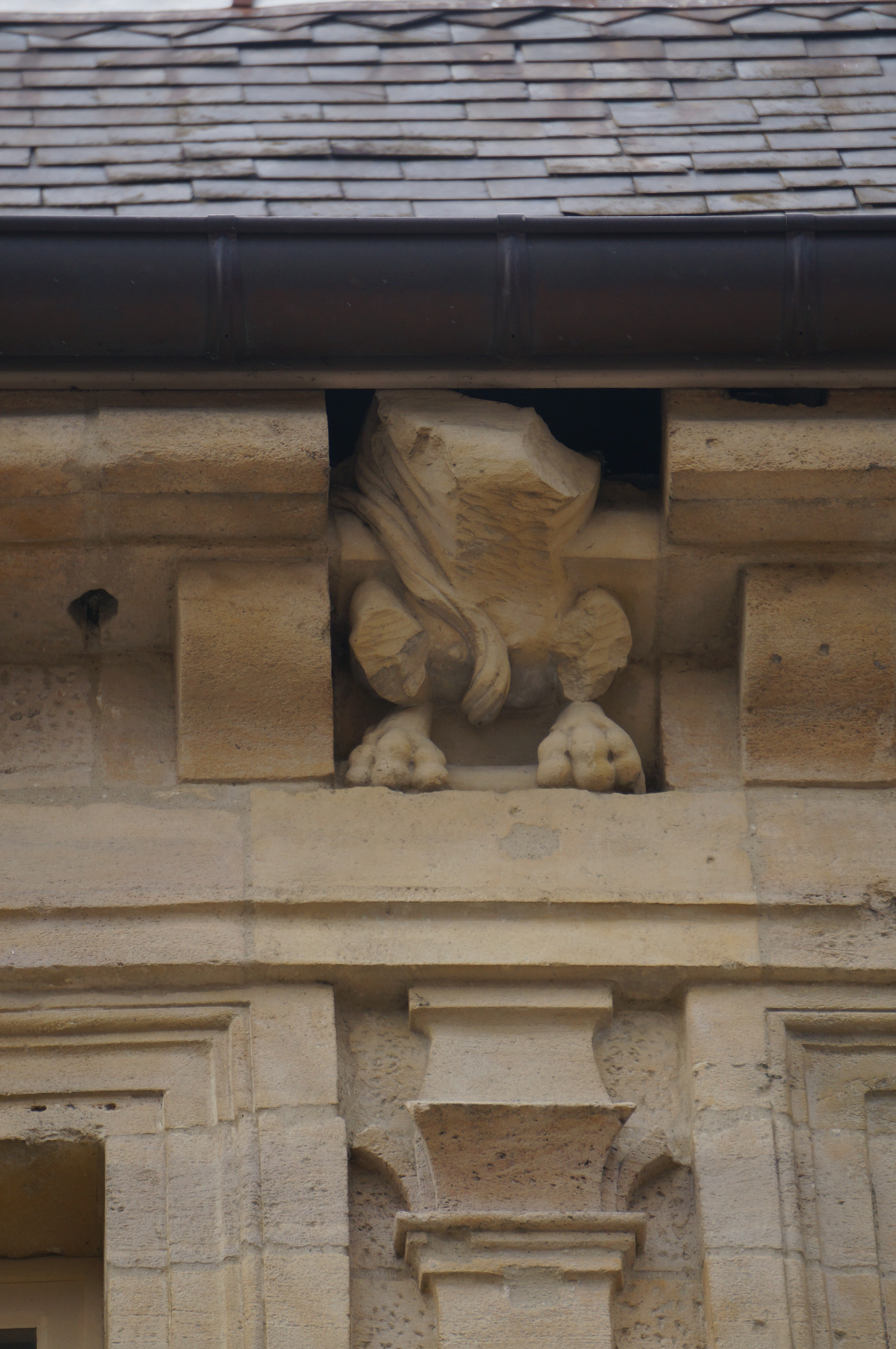
Reste de gargouille.
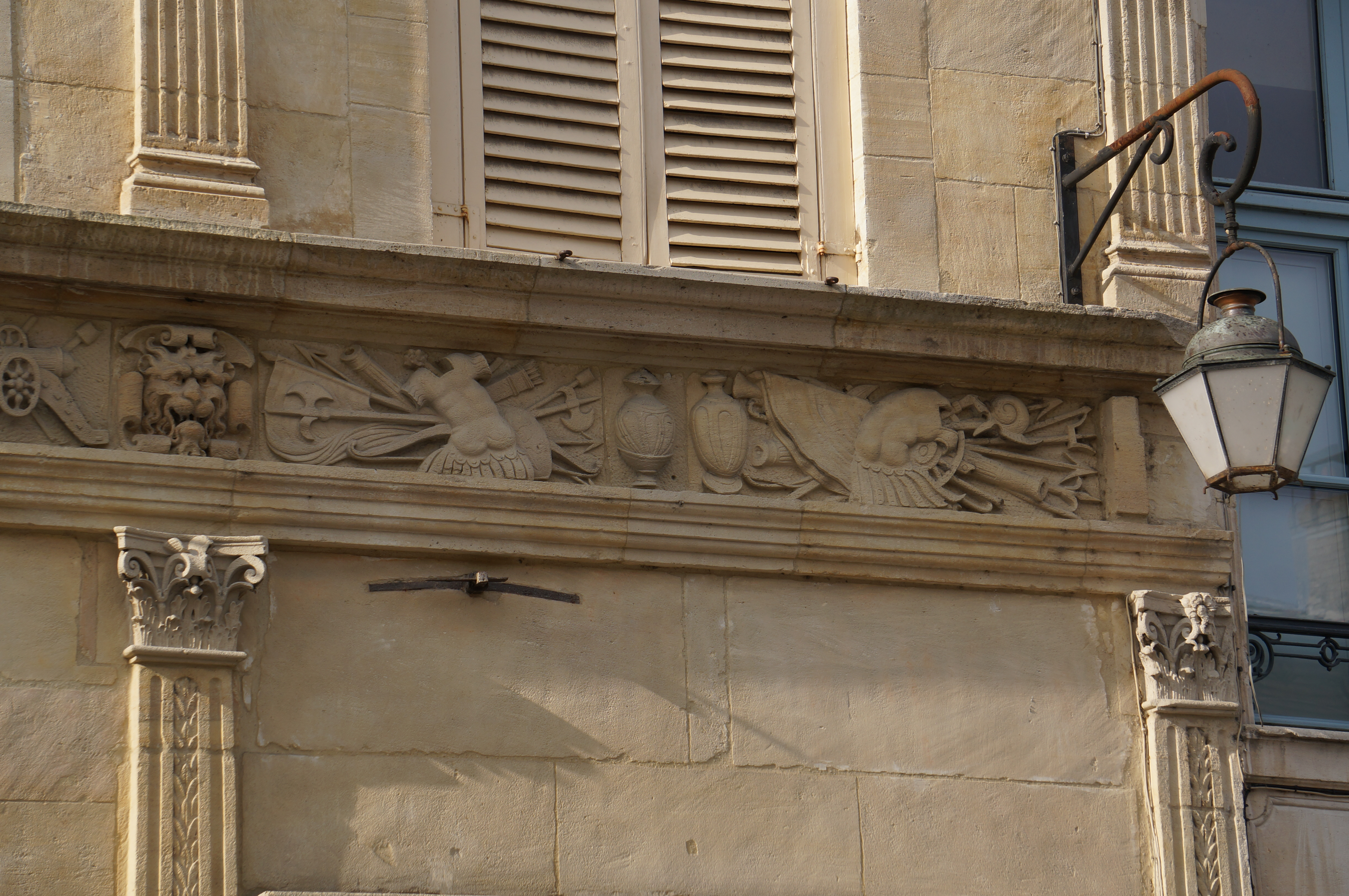
Hauts de colonnes et frise.